# Елайнери
Елайнери (від англ. align — вирівнювати) - прозорі ортодонтичні капи, виготовленні з полікарбонату, що використовуються у стоматології для лікування неправильного прикусу та вирівнювання зубів в естетичних цілях. Вперше елайнери були виготовленні американською компанією Align Technology в 1998 році.
Конструкція елайнерів передбачає постійний слабкий тиск на зуби,  викликаючи розсмоктування кісткової тканини зубної альвеоли в напрямку руху зубів і утворення кісткової тканини в протилежному напрямку. В результаті цього забезпечується поступове переміщення зубів по заданій, заздалегідь спланованій траєкторії.
Елайнери являють собою цілісну конструкцію, яку при необхідності можна легко зняти для чистки самого виробу або ж ротової порожнини, що робить лікування ними зручнішим та естетичнішим від лікування брекет-системами, яке часто викликає комплекси в пацієнтів.

## Процес лікування
Лікування елайнерами можна умовно поділити на чотири етапи:
На першому етапі лікар робить відбитки зубних рядів пацієнта альгінатною або силіконовою відбитковою масою з якого згодом виготовляється модель щелеп. Після цього зліпок піддається скануванню, щоб отримати цифрові 3D моделі зубних рядів. Крім такого підходу до отримання 3D моделей, часто використовують інтраоральне сканування. Для цього, у клініці чи стоматологічному кабінеті повинен бути інтраоральний сканер.
На другому етапі ортодонт коригує положення зубів віртуальної 3D моделі в спеціалізованому програмному забезпеченні, щоб досягнути правильного прикусу. Після цього лікар розбиває рух зубів між поточним та бажаним положенням на кроки. Кожному кроку відповідає один елайнер, який пацієнт носить, як правило, протягом тижня. Після цього змінює капу на нову. Для повного вирівнювання, в залежності від складності випадку, потрібно від 6 до 48 кап.
Після цього відбувається  безпосередньо виробництво елайнерів. Технологія виробництва є високотехнологічним процесом, який вимагає сучасного обладнання і варіюється в різних компаніях.
Протягом четвертого етапу, після закінчення курсу лікування, пацієнт отримує ретейнери, котрі одягає перед сном, щоб не дати зубам зміститись з правильного положення, оскільки навіть після закінчення лікування на зуби діють сили, які направлені на те, щоб повернути зуби у попередню позицію.

## Історія
Першою компанією, яка зайнялась виробництвом елайнерів є Align Technology - міжнародна компанія з виробництва медичних товарів зі штаб-квартирою у Сан-Хосе, Каліфорнія.
Компанія була заснована в 1997 році Зіа Чишті. Зіа придумав дизайн майбутніх елайнерів бувши пацієнтом в ортодонтичному кабінеті. Протягом періоду лікування ретейнерами, котрі мали закріпити курс його ортодонтичного лікування він вирішив, що серія кап, подібних до ретейнерів могли б замінити традиційні брекети. Зіа об'єднав зусилля з Елсі Вірт з метою пошуку розробників.
Капи, які називались Invisialign були затверджені Управлінням з Продовольства та Медикаментів в 1998 році. В 1999 році компанія вийшла на ринок. В період з 1997 по 2000 рік, $130 мільйонів було інвестовано венчурними компаніями. Ще $130 мільйонів було зібрано компанією в 2001 році, під час первинного розміщення акцій. Станом на 2014 рік, згідно з даними Align Technology, 2.4 мільйони людей по всьому світу були вилікувані капами Invisialign.
На початковому етапі компанії більшість ортодонтів ставились до новітньої технології дуже обережно. Багато спеціалістів відмовлялись від співпраці з Invisialign, проте капи стали дуже популярними серед клієнтів. У 2001 керівництвом компанії Align Technology була спланована телевізійна рекламна кампанія з бюджетом в $31 мільйон, яку The New York Times назвав "найагресивнішою рекламно кампанією в історії стоматології". У 2001 році 8500 ортодонтів були у партнерстві з Align Technology. Того ж року компанія зробила партнерство доступним не тільки для ортодонтів, а й для стоматологів, після серії судових позовів про те, що поширення технології лише серед ортодонтів ставить стоматологів у становище поза конкуренцією.
В ранніх 2000-х компанія вкладала майже увесь прибуток у маркетинг, втрачаючи по $18 мільйонів на рік. Зіа та Елсі подали у відставку у 2003 та 2001 роках відповідно. У 2002 Томас Прескотт став управлінцем компанії. Компанія сфокусувалась на ринку Північної Америки та скоротила видатки на рекламу на третину.
У 2002 році 80,000 пацієнтів скористались Invisialign, у 2004 році - 175,000 пацієнтів. Компанія виграла кілька нагород у сфері стереолітографії та медицини. Компанія вперше за довгий час закінчила рік з позначкою "+". У 2005 компанія розширила ринок збуту на Японію. Пізніше, того ж року компанія Гарвардська школа стоматологічної медицини ввела вимоги до аспірантів-ортодонтів: вони повинні пройти курси та отримати сертифікацію від Invisialign до закінчення навчання в університеті.
У 2007 році компанія створила інститут AlignTech, який займається створенням освітніх ресурсів для лікарів.
У березні 2011 року компанія Align Technology придбала стоматологічну фірму Cadent System, Inc., за 190 мільйонів доларів.
Станом на 2019 рік, понад 6 мільйонів пацієнтів скористались капами Invisialign.

## Елайнери в Україні
Оскільки технологія є новітньою, в Україні елайнери ще не набрали такої популярності, як в США та Європі. Проте з кожним роком відсоток пацієнтів, що обирають лікування саме елайнерам невпинно росте. Крім цього, популяризації сприяє значно нижча ціна лікування капами українських виробників, в порівнянні з лікуванням елайнерами закордонних виробників.
До найбільших українських виробників елайнерів належать такі компанії:

##### Instasmile
Стартап, заснований у Львові у 2019 році, який спеціалізується саме на виробництві елайнерів. У Львові ж знаходиться лабораторія компанії. Стартап працює як за моделлю direct-to-customer, як і більшість іноземних виробників елайнерів, так і продає елайнери через ортодонтичні та стоматологічні кабінети.
Елайнери компанії відповідають стандартам якості і завдяки низьким цінам на ринку мають високий попит на території Західної та Центральної України.

##### Orthos
Orthos - ортодонтична клініка, яка розташована у трьох містах України включаючи Львів. Виготовляє ортодонтичні капи для лікування пацієнтів своєї клініки. На ринку України з 2017 року.
Impress
У 2021 році відбулося об'єднання української ортодонтичної клініки OrthoS та іспанської клініки Impress, яка наразі включно з Україною представлена у 9 країнах світу. На їхньому рахунку понад 50 тисяч задоволених пацієнтів, які вирівняли зуби елайнерами. 
Lime Aligners
Британський бренд елайнерів з виробництвом в Україні на ринку з 2022 року. На сьогодні  Lime Aligners має найбільшу мережу клінік-партнерів в Україні.  

## Показання та протипоказання

##### Показання
1. Дистальний прикус
2. Глибокий прикус
3. Перехресний прикус
4. Діастема
5. Скупченість зубів
6. Створення місця для імплантації
7. Порушення форми зубних рядів

##### Протипоказння
1. Парадонтит в гострій формі
2. Запалення скронево-нижньощелепний суглобу
3. Деструкція кісткової частили альвеоли
4. Тверді зубні відкладення
5. Ретеновані зуби
6. Важкі соматичні захворювання
7. Наявність дентальних імплантів або мостовидних конструкцій
8. Скелетні форми аномальної зубощелепної системи

## Ціни
Ціни на елайнери в Україні варіюються від 1000$ до 5500$.